# Coppa Italia 1996-1997 (pallavolo femminile)
La Coppa Italia di pallavolo femminile 1996-1997 è stata la 19ª edizione della coppa nazionale d'Italia e si è svolta dal 10 ottobre 1996 al 22 marzo 1997. Alla competizione hanno partecipato 13 squadre e la vittoria finale è andata per la seconda volta consecutiva al Volley Bergamo.

## Squadre partecipanti
| - Amatori Bari - Bergamo - Cistellum - Romanelli - Matera - Unrra Casas - Modena | - Montichiari - Centro Ester - Sirio Perugia - Virtus Reggio Calabria - Reggio Emilia - Canottieri Aniene |

## Torneo

### Tabellone
|  | Semifinali        | Semifinali        | Semifinali |         |        | Finale 1º/2º posto | Finale 1º/2º posto | Finale 1º/2º posto |  |
|  |                   |                   |            |         |        |                    |                    |                    |  |
|  | Modena            | Modena            | 3          |         |        |                    |                    |                    |  |
|  | Modena            | Modena            | 3          |         |        |                    |                    |                    |  |
|  | Romanelli         | Romanelli         | 0          |         |        |                    |                    |                    |  |
|  | Romanelli         | Romanelli         | 0          |         | Modena | Modena             | 0                  |                    |  |
|  |                   |                   |            |         | Modena | Modena             | 0                  |                    |  |
|  |                   |                   | Bergamo    | Bergamo | 3      |                    |                    |                    |  |
|  | Bergamo           | Bergamo           | Bergamo    | Bergamo | 3      | 3                  |                    |                    |  |
|  | Bergamo           | Bergamo           |            |         |        | 3                  |                    |                    |  |
|  | Canottieri Aniene | Canottieri Aniene | 0          |         |        | Finale 3º/4º posto | Finale 3º/4º posto | Finale 3º/4º posto |  |
|  | Canottieri Aniene | Canottieri Aniene | 0          |         |        |                    |                    |                    |  |
|  |                   |                   |            |         |        |                    |                    |                    |  |
|  |                   |                   |            |         |        | Canottieri Aniene  | Canottieri Aniene  | 2                  |  |
|  |                   |                   |            |         |        | Canottieri Aniene  | Canottieri Aniene  | 2                  |  |
|  |                   |                   |            |         |        | Romanelli          | Romanelli          | 3                  |  |

### Risultati

#### Ottavi di finale

##### Andata
| 10 ottobre 1996 - ore 20:00 PalaEvangelisti, Perugia         | Sirio Perugia          | 0 - 3 | Bergamo           | 9-15, 7-15, 9-15                 |
| 10 ottobre 1996 - ore 20:00 PalaBigi, Reggio Emilia          | Reggio Emilia          | 3 - 1 | Cistellum         | 15-4, 10-15, 15-13, 15-8         |
| 10 ottobre 1996 - ore 20:00 Palaflorio, Bari                 | Amatori Bari           | 1 - 3 | Romanelli         | 9-15, 15-6, 9-15, 13-15          |
| 10 ottobre 1996 - ore 20:00 PalaTracuzzi, Messina            | Unrra Casas            | 2 - 3 | Canottieri Aniene | 15-17, 15-6, 15-13, 14-16, 11-15 |
| 10 ottobre 1996 - ore 20:00 PalaBotteghelle, Reggio Calabria | Virtus Reggio Calabria | 3 - 2 | Matera            | 15-8, 5-15, 14-16, 16-14, 15-11  |
| 10 ottobre 1996 - ore 20:00 PalaJimmyGeorge, Montichiari     | Montichiari            | 0 - 3 | Modena            | 5-15, 7-15, 11-15                |

##### Ritorno
| 17 ottobre 1996 - ore 20:00 PalaNorda, Bergamo              | Bergamo           | 3 - 1 | Sirio Perugia          | 15-6, 15-9, 14-16, 15-7         |
| 17 ottobre 1996 - ore 20:00 Palazzetto dello Sport, Cislago | Cistellum         | 1 - 3 | Reggio Emilia          | 14-16, 1-15, 15-11, 4-15        |
| 17 ottobre 1996 - ore 20:00 Palasport di Firenze, Firenze   | Romanelli         | 3 - 2 | Amatori Bari           | 16-14, 13-15, 15-8, 6-15, 15-7  |
| 17 ottobre 1996 - ore 20:00 Palazzetto dello Sport, Roma    | Canottieri Aniene | 3 - 0 | Unrra Casas            | 15-10, 15-13, 15-11             |
| 17 ottobre 1996 - ore 20:00 PalaSassi, Matera               | Matera            | 3 - 2 | Virtus Reggio Calabria | 15-12, 15-12, 4-15, 6-15, 21-19 |
| 17 ottobre 1996 - ore 20:00 PalaCasaModena, Modena          | Modena            | 3 - 0 | Montichiari            | 15-0, 15-12, 15-10              |

#### Quarti di finale

##### Andata
| 23 ottobre 1996 - ore 20:00 PalaBigi, Reggio Emilia          | Reggio Emilia          | 1 - 3 | Bergamo           | 10-15, 15-6, 13-15, 11-15     |
| 23 ottobre 1996 - ore 20:00 Palasport di Firenze, Firenze    | Romanelli              | 3 - 2 | Canottieri Aniene | 15-7, 11-15, 15-11, 11-15     |
| 23 ottobre 1996 - ore 20:00 PalaBotteghelle, Reggio Calabria | Virtus Reggio Calabria | 2 - 3 | Modena            | 15-9, 15-12, 4-15, 6-15, 6-15 |

##### Ritorno
| 7 novembre 1996 - ore 20:00 PalaNorda, Bergamo           | Bergamo           | 3 - 0 | Reggio Emilia          | 15-11, 15-5, 15-7              |
| 7 novembre 1996 - ore 20:00 Palazzetto dello Sport, Roma | Canottieri Aniene | 2 - 3 | Romanelli              | 15-8, 8-15, 6-15, 15-11, 13-15 |
| 7 novembre 1996 - ore 20:00 PalaCasaModena, Modena       | Modena            | 3 - 0 | Virtus Reggio Calabria | 15-5, 15-5, 15-9               |

#### Semifinali di recupero

##### Andata
| 4 dicembre 1996 - ore 20:00 PalaBigi, Reggio Emilia        | Reggio Emilia | 1 - 3 | Virtus Reggio Calabria | 15-12, 10-15, 7-15, 11-15      |
| 4 dicembre 1996 - ore 20:00 Palazzetto dello Sport, Napoli | Centro Ester  | 2 - 3 | Canottieri Aniene      | 15-9, 7-15, 16-14, 5-15, 12-15 |

##### Ritorno
| 12 dicembre 1996 - ore 20:00 PalaBotteghelle, Reggio Calabria | Virtus Reggio Calabria | 2 - 3 | Reggio Emilia | 15-13, 8-15, 10-15, 15-7, 11-15 |
| 12 dicembre 1996 - ore 20:00 Palazzetto dello Sport, Roma     | Roma                   | 3 - 1 | Centro Ester  | 15-6, 12-15, 15-13, 15-12       |

#### Finale di recupero
| 19 dicembre 1996 - ore 20:00 PalaBotteghelle, Reggio Calabria | Virtus Reggio Calabria | 2 - 3 | Canottieri Aniene | 4-15, 10-15, 15-8, 15-9, 9-15 |

#### Semifinali
| 21 marzo 1997 - ore 18:00 PalaBotteghelle, Reggio Calabria | Modena  | 3 - 0 | Romanelli         | 15-6, 15-6, 15-10 |
| 21 marzo 1997 - ore 20:00 PalaBotteghelle, Reggio Calabria | Bergamo | 3 - 0 | Canottieri Aniene | 15-6, 15-8, 15-10 |

#### Finale 3º posto
| 22 marzo 1997 - ore 16:00 PalaBotteghelle, Reggio Calabria | Canottieri Aniene | 2 - 3 | Romanelli | 15-5, 11-15, 8-15, 15-4, 13-15 |

#### Finale
| 22 marzo 1997 - ore 18:00 PalaBotteghelle, Reggio Calabria | Modena | 0 - 3 | Bergamo | 11-15, 10-15, 9-15 |